# 2-デヒドロ-3-デオキシグルカル酸アルドラーゼ
2-デヒドロ-3-デオキシグルカル酸アルドラーゼ(2-dehydro-3-deoxyglucarate aldolase、EC 4.1.2.20)、以下の化学反応を触媒する酵素である。
2-デヒドロ-3-デオキシ-D-グルカル酸{\displaystyle \rightleftharpoons }ピルビン酸 + タルトロン酸セミアルデヒド
従って、この酵素の基質は2-デヒドロ-3-デオキシグルカル酸のみ、生成物はピルビン酸とタルトロン酸セミアルデヒドの2つである。
この酵素はリアーゼ、特に炭素-炭素結合を切断するアルデヒドリアーゼに分類される。系統名は、2-デヒドロ-3-デオキシ-D-グルカル酸 タルトロン酸セミアルデヒドリアーゼ (ピルビン酸形成)(2-dehydro-3-deoxy-D-glucarate tartronate-semialdehyde-lyase (pyruvate-forming))である。他に、2-keto-3-deoxyglucarate aldolase、alpha-keto-beta-deoxy-D-glucarate aldolase、2-dehydro-3-deoxy-D-glucarate tartronate-semialdehyde-lyase等とも呼ばれる。この酵素は、アスコルビン酸とアルダル酸の代謝に関与している。

## 構造
2007年末時点で、6つの構造が解明されている。蛋白質構造データバンクのコードは、1DXE、1DXF、1W37、1W3I、1W3N及び1W3Tである。